# Mauro Matteucci
Mauro Matteucci detto Marasma (Civita Castellana, 29 febbraio 1956) è un fantino italiano.

## Palio di Siena
La carriera di Marasma al Palio di Siena è segnata dalla vittoria nel Palio del 2 luglio 1980, sotto i colori dell'Onda, montando il cavallo Miura.
Matteucci era stato scelto dal capitano dell'Onda Novello Inglesi, dopo che lo stesso Marasma era stato assente dalla Piazza per tre anni in seguito a squalifica.
La carriera è stata subito segnata da una partenza fulminante, che ha permesso a Marasma e Miura di condurre la corsa dall'inizio. Nel corso del secondo giro di Piazza, Marasma viene però superato da Bastiano della Selva, il quale commette l'errore di urtare il colonnino alla seconda curva del Casato, terminando per terra. Da quel momento la corsa è in mano a Marasma, che arriva al termine festeggiando col nerbo alzato.
Dopo la vittoria del 1980, Marasma ha disputato altri tre Palii senza però riuscire ad ottenere alcuna vittoria.

## Presenze al Palio di Siena
Le vittorie sono evidenziate ed indicate in neretto.
| Palio            | Contrada | Cavallo             |
| ---------------- | -------- | ------------------- |
| 18 agosto 1976   | Bruco    | Rimini (scosso)     |
| 2 luglio 1977    | Bruco    | Tessera             |
| 16 agosto 1977   | Civetta  | Quebel              |
| 2 luglio 1980    | Onda     | Miura               |
| 17 agosto 1980   | Onda     | Nibbio IV           |
| 7 settembre 1980 | Istrice  | Miura               |
| 16 agosto 1981   | Onda     | Baiardo IV (scosso) |